# (5482) Korankei
(5482) Korankei est un astéroïde de la ceinture principale.

## Description
(5482) Korankei est un astéroïde de la ceinture principale. Il fut découvert le 27 février 1990 à Toyota par Kenzo Suzuki et Takeshi Urata. Il présente une orbite caractérisée par un demi-grand axe de 2,52 UA, une excentricité de 0,19 et une inclinaison de 4,4° par rapport à l'écliptique.

## Compléments